# Шапрудовка
Шапрудовка (бел. Шапрудаўка) — упразднённая деревня в Ровковичском сельсовете Чечерского района Гомельской области Белоруссии.

## Географическое положение
Шапрудовка располагалась между деревнями Дружбичи, Нивки и Залавье, в 8 км к юго-западу от Чечерска, в 4 км к востоку от деревни Ровковичи, в 9 км к западу от деревни Бердыж и в 4 км от деревни Старые Малыничи.

## История
В середине XIX века — селение в Чечерской волости Рогачёвского уезда Могилёвской губернии. В 1909 году — деревня и хутор. Деревня в составе Макреньского сельского общества; 14 дворов, население — 51 человек. Хутор находился во владении дворян Ткачёва и Квитковского; 3 двора, 29 жителей.
С 1919 года — в Науховичском сельсовете (центр — д. Крутое) Дудичской (с 9 мая 1923 года — Чечерской) волости Гомельской губернии РСФСР; с 8 декабря 1926 года — Чечерского района Гомельского округа (с 26 июля 1930 года — Гомельской области) Белорусской ССР. С 25 декабря 1962 года по 6 января 1965 года — в Буда-Кошелевском районе, затем снова в Чечерском районе. С 30 июня 1966 года — в составе Крутоевского сельсовета.
В результате аварии на Чернобыльской АЭС Шапрудовка подверглась радиационному загрязнению.

## Религия
По данным на 1909 год Шапрудовка относилась к православному приходу Св. Троицы в селе Ровковичи.